# Édouard Dujardin
Édouard Dujardin (10. listopadu 1861 Saint-Gervais-la-Foret – 31. října 1949 Paříž) byl francouzský novinář, spisovatel, básník, dramatik a kritik. Byl jeden z prvních uživatelů literární techniky proudu vědomí, jejímž příkladem byl jeho román Les Lauriers sont coupés.

## Životopis
Édouard Émile Louis Dujardin se narodil v Saint-Gervais-la-Forêt v departementu Loir-et-Cher, byl jediným dítětem Alphonse Dujardina, námořního kapitána. Stephane Mallarmé ho popsal jako „potomka starého mořského psa a bretaňské krávy“.  Vzdělání získal na Lycée Pierre Corneille v Rouenu.
Dujardin se stal redaktorem časopisu Revue Indépendente v roce 1886 a právě v tomto časopise byly publikovány jeho první práce. Jeho spojení s tímto časopisem vedlo k tomu, že byl označen jako „důležitý hlas pro symbolisty“ (Harry Ransom Humanities Research Center 2004).
Když jeho rodiče zemřeli, Dujardin byl jediným dědicem jejich majetku a část těchto peněz použil na financování her Antonia v roce 1891 a Le Chevalier Du Passé v roce 1882.
Jeho literární díla byla rozsáhlá a zahrnovala četné hry, básně a romány. Dujardin také produkoval díla literární a sociální kritiky a reminiscence. James Joyce tvrdil, že jeho styl vnitřního monologu vděčil za svůj vliv dílům Dujardina. Pokračoval ve své angažovanosti v žurnalistice po celý svůj život, což vedlo k četným sporům s úřady, včetně obvinění ze zrady, i když nebyl nikdy odsouzen.
Dujardin měl drahý a okázalý vkus na oblečení, které bylo na svou dobu považováno za „dandy“, a byl známý častým pařížským nočním životem. Byla zaznamenána jeho četná laškování se ženami a četné vztahy s herečkami, modelkami a dalšími okouzlujícími ženami. Byl také známý tím, že měl mnoho přítelkyň zapojených do umění a některé z nich finančně podporoval.
Jeho frivolní životní styl nakonec snížil jeho finance, takže začal s mnoha finančními podniky, včetně hazardních her a nemovitostí. Své služby nabízel periodikům pro marketingové a reklamní kampaně. Právě tam si policie všimla článku sestaveného Dujardinem, po jehož zveřejnění skončil ve vězení.
R. 1885 Dujardin a Téodor de Wyzewa založili Revue wagnérienne, poté, co v předchozím roce vytvořili La Revue Industrielle Félixe Fénéona. Tento časopis, věnovaný dílu německého skladatele Richarda Wagnera, vycházel ve třech číslech, od roku 1885 do roku 1887. V roce 1886 spojili Dujardin a Fénéon své síly pod hlavičkou nové vylepšené Revue Indépendante. Jednou z novinek v této době bylo, že Revue začala mít ve svých místnostech malé výstavy.
Dujardin si vzal ženu jménem Germaine v roce 1893. Rozešli se v roce 1901, rozvedli se až v roce 1924, kdy se oženil s Marií Chenou, ženou o třicet let mladší. Během dlouhého a trvalého přátelství si často dopisoval s irským spisovatelem Georgem Moorem.
V květnu 1922 se zúčastnil Mezinárodního kongresu progresivních umělců a podepsal „Zakládající prohlášení Svazu mezinárodních progresivních umělců“.
Dujardin byl zastáncem teorie Kristových mýtů. Napsal knihu Histoire ancienne du Dieu Jésus. Zplodil dvě děti, ve stáří žil poklidným životem a dne 31. října 1949 zemřel ve věku 87 let.

## Dílo

### Příběhy
- Les Hantises (1886)
- Les lauriers sont coupés (1888) Texte en ligne [archive]
- L'Initiation au péché et à l'amour (1898)

### Poezie
- Litanies (1888)
- Pour la vierge du roc ardent (1888)
- Deux suites anciennes (1891)
- La Comédie des amours (1891)
- Réponse de la bergère au berger (1892)
- Le Délassement du guerrier (1904)
- Poésies anciennes (1913)
- Mari Magno, 1917–1920 (1920)
- Trois poèmes en prose mêlés de vers [1886, 1888, 1892] (1936)

### Divadlo
- La Légende d'Antonia: Antonia (1891), Le Chevalier du passé (1892), La Fin d'Antonia (1893)
- Les Argonautes: Marthe et Marie (1913), Les Époux d'Heur-le-Port (1919), Le Retour des enfants prodigues (1924)
- Le Mystère du Dieu mort et ressuscité (1923)
- Le Retour éternel (1932)

### Eseje
- La Source du fleuve chrétien: histoire du judaïsme ancien (1906)
- Les Prédécesseurs de Daniel (1907)
- De Stéphane Mallarmé au prophète Ezéchiel (1919)
- Les Premiers Poètes du vers libre (1922)
- Le Dieu Jésus (1927)
- Grandeur et décadence de la critique, sa rénovation (1931)
- Le Monologue intérieur, son apparition, ses origines, sa place dans l'œuvre de James Joyce et dans le roman contemporain (1931)
- Mallarmé par un des siens (1936)
- La Première Génération chrétienne, son destin révolutionnaire (1936)
- De l'ancêtre mythique au chef moderne (1943)
- Rencontres avec Houston Stewart Chamberlain (1943)
- Histoire ancienne du Dieu Jésus, l'Apôtre en face des apôtres (1945)

### Články
- Notice de Paul Léautaud dans les Poètes d'aujourd'hui [archive]
- Compte rendu de Rachilde dans le Mercure de France [archive]
- Dix articles in Revue wagnérienne (entre 1885 et 1887)

### Česká vydání
- Železná panna – úvod František Sekanina; přeložil Arnošt Procházka; in: 1000 nejkrásnějších novel... č. 47. Praha: J. R. Vilímek, 1913
- Lístek rozmarýny – př. Helena Pospíšilová. Praha: Odeon, 1970